# Найджел Мартін
Найджел Мартін (англ. Nigel Martyn, нар. 11 серпня 1966, Сент-Остелл) — англійський футболіст, воротар.
Насамперед відомий виступами за клуби «Крістал Пелес» та «Лідс Юнайтед», а також національну збірну Англії.

## Клубна кар'єра
У дорослому футболі дебютував 1987 року виступами за команду клубу «Бристоль Роверс», в якій провів два сезони, взявши участь у 101 матчі чемпіонату. 
Своєю грою за цю команду привернув увагу представників тренерського штабу клубу «Крістал Пелес», до складу якого приєднався 1989 року. Відіграв за лондонський клуб наступні сім сезонів своєї ігрової кар'єри. Більшість часу, проведеного у складі «Крістал Пелес», був основним голкіпером команди.
1996 року уклав контракт з клубом «Лідс Юнайтед», у складі якого провів наступні сім років своєї кар'єри гравця. Граючи у складі «Лідс Юнайтед» також здебільшого виходив на поле в основному складі команди.
Завершив професійну ігрову кар'єру у клубі «Евертон», за команду якого виступав протягом 2003—2006 років.

## Виступи за збірну
1992 року дебютував в офіційних матчах у складі національної збірної Англії. Протягом кар'єри у національній команді, яка тривала 11 років, провів у формі головної команди країни лише 23 матчі.
У складі збірної був учасником чемпіонату Європи 1992 року у Швеції, чемпіонату світу 1998 року у Франції, чемпіонату Європи 2000 року у Бельгії та Нідерландах, а також чемпіонату світу 2002 року в Японії і Південній Кореї.